# Mannia androgyna
Mannia androgyna är en bladmossart som först beskrevs av Carl von Linné, och fick sitt nu gällande namn av Alexander William Evans. Mannia androgyna ingår i släktet klotmossor, och familjen Aytoniaceae. Inga underarter finns listade i Catalogue of Life.